# Албанска салата
Албанска салата или „албанац” је врста предјела од препеченог најчешће бајатог (али и свежег) хлеба преко кога је посута љута, туцана паприка и уље.  Ова салата нема никакве везе са традиционалном албанском кухињом  већ као симбол страдања српске војске у Првом светском рату.  Настала је приликом повлачења српске војске преко Албаније, током кога су војници стављали млевену паприку преко сувог на ватри препеченог хлеба и тако га јели.  Зато се и зове албанска салата. 

## Назив
Назив ове салата нема веза са Албанцима као народом, већ је настала приликом повлачења српске војске преко Албаније у Првом светском рату  па јој је из тог историјског периода и име.  Током Албанске голготе међу српском војском и избеглим народом владала је велика глад, па су многи преживели пут до Крфа једући препечени хлеб, који је најчешће данима био једина доступна храна,  са млевеном или уситњеном паприком. А тај хлеб као главно састојак албанске салате био је  најчешће војнички хлеб таин, нека врста светиња за војника, који је он мора све време рата да конзумира како би преживео све недаће и оскудице у исхрани. Та једноличност у исхрани приморала је српске војнике да једноличну исхрану унапреде новим начином примене хлеба, у облику салате.
После Првог светског рата назив овог јела се укоренио у Нишу и под овим именом салата је веома је познат у нишким ресторанима.
Запечени хлеб  на роштиљу са паприком, у Лесковцу се уместо албанска слатаа  назива „моча”.
У  Скопљу се ова салта служи, под именом нафора, највероватније по називу грчког порекла (грч. άντίδωρον - уместо дара).

## Састојци
- 1 векна хлеба
- 1 дцл уља
- 1 кашичица млевене или туцане суве љуте паприке.[4]

## Припрема
Хлеб који може бити и свеж или бајат, бели или црни након што се исечен на кришке са обе стране испече на роштиљу сече се на мање или веће комаде. Затим се тако испечен хлеб прелије уљем (најбоље маслиновим) и зачини туцаном љутом паприком,кратко пропрженом у уљу. Тако преливен хлеб се запече кратко у рерни а пре сервирања, према укусу, зачини сољу и ситно исецканим белим луком.

## Намена
Ова врста салате се у Нишким кафанама служи најчешће уз ћевапчиће који  могу да једу  у свако доба дана,  ујутру, увече, за доручак, ужину, или у другим приликама. 
Од пића најбоље иду ракија, хладан шприцер или пиво. Уз албанску салату и ћевапчиће може дуго да се пије, а да се не напије јер ова два јела држе ситост, а истовремено стварају простора да се након њих наручи главно јело.